# Iegheriște
Iegheriște – wieś w Rumunii, w okręgu Satu Mare, w gminie Crucișor. W 2011 roku liczyła 531 mieszkańców. 